# فيليب نيكولاي
فيليب نيكولاي (بالألمانية: Philipp Nicolai)‏ هو ملحن وشاعر ألماني، ولد في 10 أغسطس 1556 في باد آرولزن في ألمانيا، وتوفي في 2 أكتوبر 1608 في هامبورغ في ألمانيا.

## وصلات خارجية
- فيليب نيكولاي على موقع ميوزك برينز (الإنجليزية)
- فيليب نيكولاي على موقع ديسكوغز (الإنجليزية)